# Victor Hamm
Pour les articles homonymes, voir Hamm (homonymie).
Victor Hamm, né le 12 mars 1894 à Sarre-Union et mort le 27 février 1932 au large de la côte du Rio Grande do Sul, est un pilote français, pionnier de l'aéropostale.

## Biographie

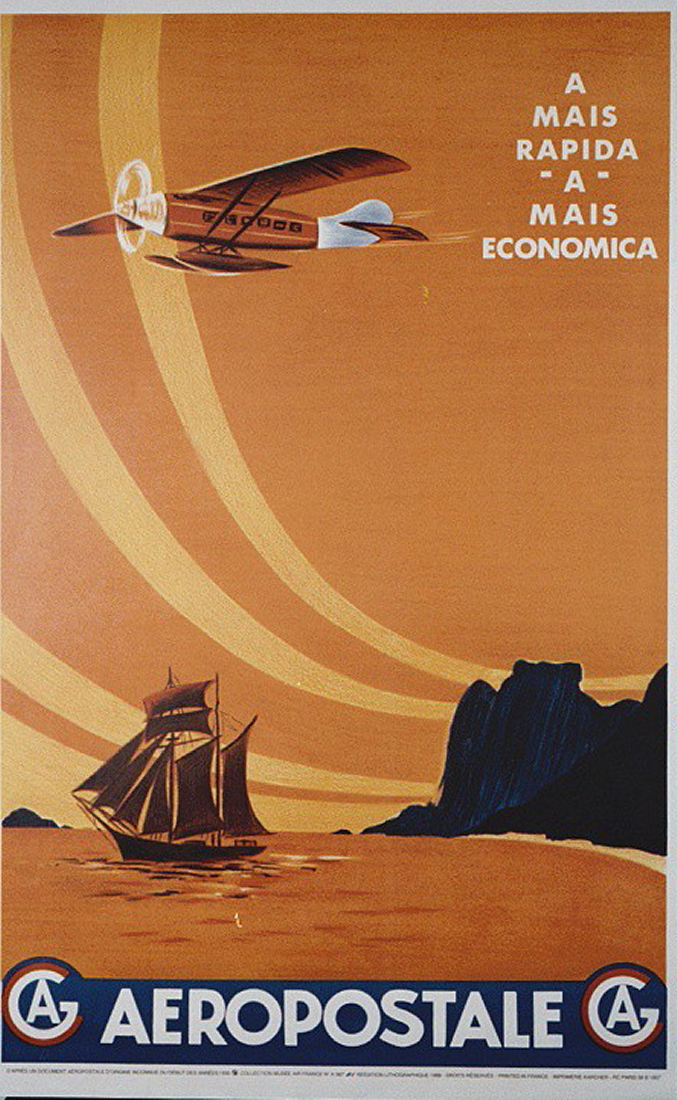
Affiche de l'aéropostale.

Il est le fils de Victor Arsène Hamm et de Maria Antoni. Il est né Allemand dans une Alsace-Lorraine annexée depuis 1871.
Il étudie la mécanique à l'École nationale technique de Strasbourg,.
En 1917, pendant la Première Guerre mondiale, il est pilote d'essai dans l'armée de l'air allemande à Hanovre,.
Le 10 avril 1920, il obtient son brevet de pilote de transport public pendant une période militaire dans l'armée française à l'aérodrome du Polygone à Strasbourg. La même année, il est embauché par les Lignes Aériennes Latécoère où il assure le pilotage d'avion de liaison vers l'Afrique du Nord,.
En mai 1923, il fait partie de la première mission de Joseph Roig qui met au point la liaison Casablanca-Dakar,.
Le 25 septembre 1924, il se marie avec Anna Maria Rodriguez à Casablanca,.
La même année, il repart avec Joseph Roig  pour établir une ligne aérienne entre l'Amérique du Sud et l'Afrique,.
En août 1928, il est nommé chef d'aéroplace à Porto Alegre,.

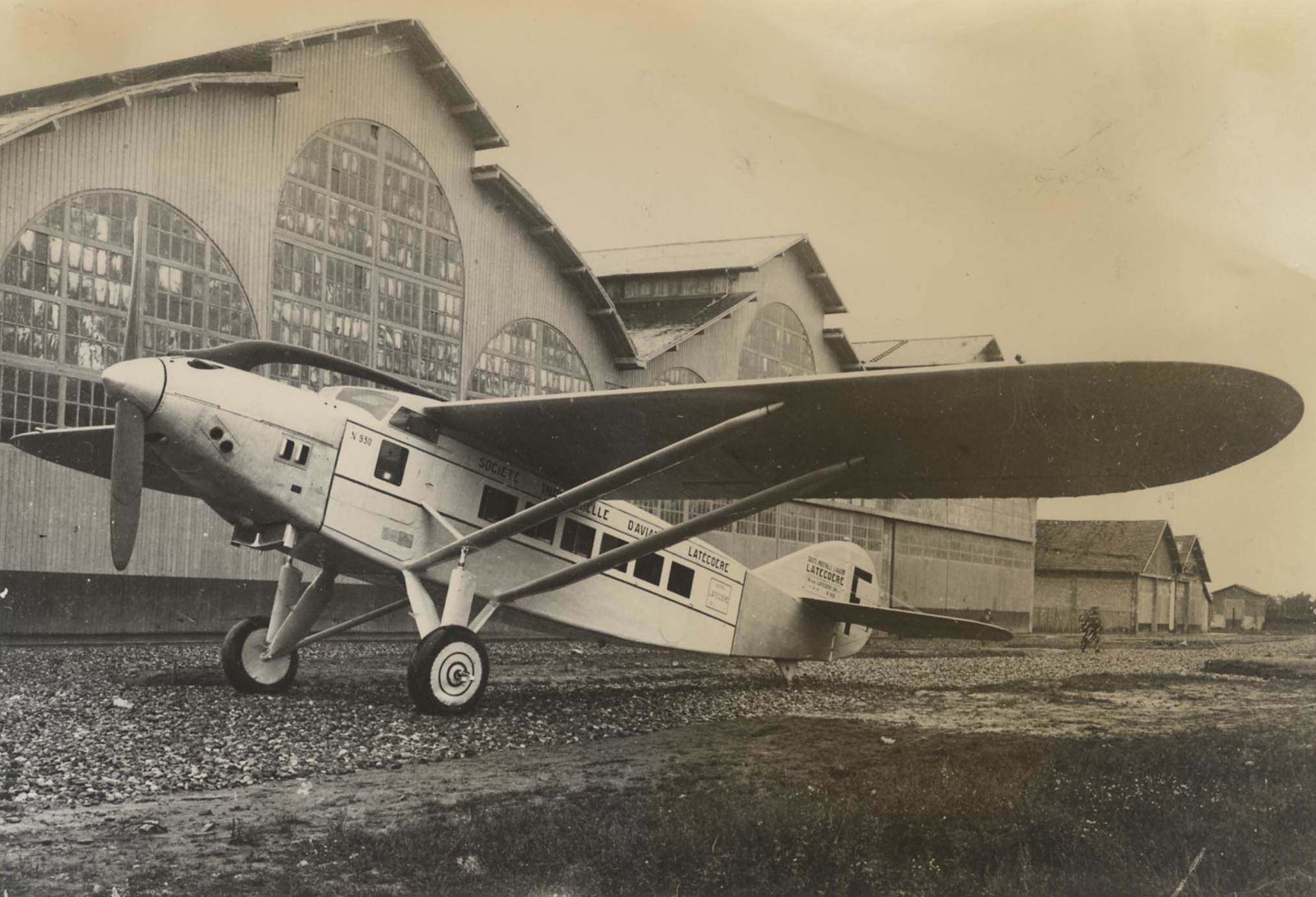
Vue d'un avion Latécoère 28.

Le 27 février 1932, alors qu'il est passager à bord d'un Latécoère 28, il meurt dans un accident au large de la côte du Rio Grande do Sud,.

## Reconnaissance
- L'aérodrome de Sarre-union porte son nom depuis 1970[2].

## Décorations
- Chevalier de la Légion d'honneur à titre posthume le 16 février 1935 avec citation à l'ordre de la nation[3] ;
- Ordre du Ouissam Alaouite[1].